# Thutade Lake
Thutade Lake är en sjö i Kanada.   Den ligger i provinsen British Columbia, i den centrala delen av landet, 3 700 km väster om huvudstaden Ottawa. Thutade Lake ligger 1 117 meter över havet. Arean är 56 kvadratkilometer. Den sträcker sig 32,6 kilometer i nord-sydlig riktning, och 23,9 kilometer i öst-västlig riktning.
Trakten runt Thutade Lake är nära nog obefolkad, med mindre än två invånare per kvadratkilometer.